# Festetich-kódex
A Festetich-kódex vagy Festetics-kódex Kinizsi Pál feleségének, Benignának az imádságoskönyve, mely 208 levélből áll és 1493 körül íródott pergamenre. Valószínűleg egyetlen ember műve, és a hibák alapján másolat. A nagyvázsonyi pálos kolostorban írták.  
Korát a 177. lapon található szövegrészlet alapján állapították meg: „Paal wram betegseegerewl zerzet Imaadsaag" – Kinizsi Pál 1494-ben hunyt el, tehát a kódex ez előtt íródott.  
Az imádságoskönyvben található zsoltárok fordítása a többi korabeli fordítástól igen eltérő, így a kódex ebből a szempontból is fontos emlék. A kódex a 18. században a Festetics család tulajdonába került, innen kapta a nevét. 1947 óta az Országos Széchényi Könyvtár őrzi. 
A pálosok 1513-ban még egy imádságos könyvet másoltak Beningnának, ez a Czech-kódex néven ismert.